# Poslední skotský král (film)
Poslední skotský král (anglicky The Last King of Scotland) je britský film z roku 2006, natočený podle stejnojmenné knihy Gilese Fodena. Příběh pojednává o cestě mladého skotského lékaře do Ugandy v 70. letech 20. století za vlády despotického generála Idi Amina, s kterým se jeho životní osud na čas spojí.
V roli generála se objevuje Forest Whitaker, který byl za svůj výkon oceněn Oscarem. Lékaře Nicholase Garrigana pak hraje skotský herec James McAvoy. Česká premiéra proběhla 8. února 2007.

## Příběh
Nicholas Garrigan (James McAvoy) se rozhodne po malé oslavě jeho promoce změnit svůj život a odcestovat na lékařskou praxi do světa a vymanit se tak z nudného života s rodiči ve Skotsku. Z náhodného zabodnutí prstu do glóbusu dá přednost pro něj zcela neznámé Ugandě před Kanadou, kterou „trefil“ první.
Cestou na ugandský venkov, kterou absolvuje autobusem, se Nicholas seznamuje s místní kulturou i ženami, které jsou jeho vášní. V zapadlé malé nemocnici, svém novém působišti, nabírá lékařské zkušenosti. V té době nedaleko probíhá míting generála Amina (Forest Whitaker), který se zrovna dere k politické i vojenské moci země. Nicholas spolu se svou anglickou kolegyní Sarou (Gillian Andersonová) se jedou na akci podívat. Zatímco Sara je k projevům a celému Aminovu divadlu skeptická, Nicholas je nadšen. Později akci na její popud opouštějí předčasně. Během návratu do nemocnice je dožene vojenská ozbrojená hlídka s tím, že měl generál nehodu a potřebují lékaře.
Amin, jehož vůz se srazil s krávou, je ošetřován Nicholasem, zatímco majitelé zvířete, které řve bolestí, se ho snaží uklidnit. Nervózní Nicholas je několikrát prosí, ať trápící se zvíře zabijí. Když se nic neděje vytrhne překvapenému generálovi, jemuž obvazoval ruku, pistoli z jeho opasku a zvíře zastřelí. V tu chvíli na něj míří několik samopalů a rozpálený Amin na něho vykřikne, co si to jako Brit dovoluje. Nicholas uvědomíc si vážnost celé situace jakoby mimoděk pronese, že je Skot, nikoli Brit, což mu zachrání život, neboť generál má pro Skotsko slabost a situace se uklidní. Pak se zase Nicholas se sestrou vrací zpět.
Po čase si pro Nicholase přijede Aminův poradce a odveze ho vládním vozem do Kampaly a jeho paláce. Tam se ho zeptá, chce-li být jeho osobním lékařem. Po krátkém rozhodování souhlasí. Časem se stávají blízkými přáteli. Nicholas si užívá luxusu darovaného již od Amina - prezidenta a nic netuší o jeho hrůzovládě. Honosí se umělým titulem „Poslední skotský král“, účastní se skotských přehlídek ugandské armády, žije nad poměry. Postupem se však seznamuje se záhadnými praktikami svého chlebodárce i s jeho vlastností nikomu nevěřit. K tomu všemu prožívá tajný románek s Kay (Kerry Washington), jednou z Aminových žen, který vyúsťuje v její otěhotnění. Kvůli shodě událostí nemůže dojít k plánovanému potratu a Nicholasova milenka utíká do své rodné vesnice za nejistou pomocí šamana. V těchto událostech se vše začíná obracet proti mladému lékaři. Je mu prohledán byt, sebrán britský pas a nahrazen nepoužitelným ugandským, čímž se mu zavírá cesta ze země. Postupné uzavírání hranic, vyhoštění cizích státních příslušníků, informační embargo a další věci kolem Aminova režimu otevírají Nicholasovi oči a jeho jediným přáním je dostat se ze země.
Po neúspěšném pokusu odstranit Amina pomocí pilulek, které diktátor užívá, se Nicholase během tiskové konference u příležitosti přistání uneseného letadla Air France na letišti v Entebbe zmocní Aminovi strážci a mučí ho. Amin mu vyčte jeho poměr se svou ženou Kay, o kterém se dozvěděl, a nechá ho napospas svým osobní strážcům. Mezitím před novináři prohlašuje, že pro unesené jsou připravena dvě letadla, která je dopraví domů.
Aminovi strážci jdou po Nicholasově omdlení celý akt zapít s tím, že se k němu vrátí. Nicholase mezitím vzkřísí jeho přítel z nemocnice, ugandský doktor Junju (David Oyelowo), který celý průběh sledoval z úkrytu. Poskytne Nicholasovi základní ošetření, aby byl schopen se dostat k letadlu připravenému pro unesené, což se mu také podaří. Sám za to však zaplatí životem - když Amin zjistí, že Garriganovi pomáhal utéci, nechá ho zastřelit.

## Ocenění a nominace
| Ocenění                                              | Kategorie                                           | Nominovaný                                          | Výsledek  |
| ---------------------------------------------------- | --------------------------------------------------- | --------------------------------------------------- | --------- |
| AARP Movies for Grownups Awards                      | nejlepší film pro dospělé                           |                                                     | vítězství |
| African-American Film Critics Association Awards     | nejlepších deset filmů                              |                                                     | 2. místo  |
| African-American Film Critics Association Awards     | nejlepší mužský herecký výkon v hlavní roli         | Forest Whitaker                                     | vítězství |
| Awards Circuit Community Awards                      | nejlepší mužský herecký výkon v hlavní roli         | Forest Whitaker                                     | 2. místo  |
| BET Awards                                           | nejlepší mužský herecký výkon v hlavní roli         | Forest Whitaker                                     | vítězství |
| Black Reel Awards                                    | nejlepší mužský herecký výkon v hlavní roli         | Forest Whitaker                                     | vítězství |
| Black Reel Awards                                    | nejlepší ženský herecký výkon ve vedlejší roli      | Kerry Washington                                    | nominace  |
| Boston Society of Film Critics Awards                | nejlepší mužský herecký výkon v hlavní roli         | Forest Whitaker                                     | vítězství |
| British Independent Film Awards                      | nejlepší britský film                               |                                                     | nominace  |
| British Independent Film Awards                      | nejlepší režie                                      | Kevin Macdonald                                     | vítězství |
| British Independent Film Awards                      | nejlepší scénář                                     | Peter Morgan a Jeremy Brock                         | nominace  |
| British Independent Film Awards                      | nejlepší mužský herecký výkon v hlavní roli         | Forest Whitaker                                     | nominace  |
| British Independent Film Awards                      | nejlepší mužský herecký výkon v hlavní roli         | James McAvoy                                        | nominace  |
| British Independent Film Awards                      | nejlepší technické ocenění (za kameru)              | Anthony Dod Mantle                                  | vítězství |
| Critics' Choice Movie Awards                         | nejlepší mužský herecký výkon v hlavní roli         | Forest Whitaker                                     | vítězství |
| Dallas-Fort Worth Film Critics Association Awards    | nejlepší mužský herecký výkon v hlavní roli         | Forest Whitaker                                     | vítězství |
| European Film Awards                                 | nejlepší evropský film                              |                                                     | nominace  |
| European Film Awards                                 | nejlepší režie                                      | Kevin Macdonald                                     | nominace  |
| European Film Awards                                 | nejlepší mužský herecký výkon v hlavní roli         | James McAvoy                                        | nominace  |
| European Film Awards                                 | nejlepší kamera                                     | Anthony Dod Mantle                                  | nominace  |
| European Film Awards                                 | nejlepší skladatel                                  | Alex Heffes                                         | nominace  |
| Evening Standard British Film Awards                 | nejlepší scénář                                     | Peter Morgan a Jeremy Brock                         | vítězství |
| Evening Standard British Film Awards                 | nejlepší technické ocenění (za kameru)              | Anthony Dod Mantle                                  | vítězství |
| Florida Film Critics Circle Awards                   | nejlepší mužský herecký výkon v hlavní roli         | Forest Whitaker                                     | vítězství |
| Filmová cena Britské akademie                        | nejlepší film                                       |                                                     | nominace  |
| Filmová cena Britské akademie                        | nejlepší britský film                               |                                                     | vítězství |
| Filmová cena Britské akademie                        | nejlepší adaptovaný scénář                          | Peter Morgan a Jeremy Brock                         | vítězství |
| Filmová cena Britské akademie                        | nejlepší mužský herecký výkon v hlavní roli         | Forest Whitaker                                     | vítězství |
| Filmová cena Britské akademie                        | nejlepší mužský herecký výkon ve vedlejší roli      | James McAvoy                                        | nominace  |
| Filmová cena Britské akademie, Skotsko               | nejlepší film                                       |                                                     | vítězství |
| Filmová cena Britské akademie, Skotsko               | nejlepší scénář                                     | Peter Morgan a Jeremy Brock                         | vítězství |
| Filmová cena Britské akademie, Skotsko               | nejlepší mužský herecký výkon                       | James McAvoy                                        | vítězství |
| Gold Derby Awards                                    | nejlepší mužský herecký výkon v hlavní roli         | Forest Whitaker                                     | nominace  |
| Hollywood Film Awards                                | nejlepší mužský herecký výkon v hlavní roli         | Forest Whitaker                                     | vítězství |
| Chicago Film Critics Association Awards              | nejlepší mužský herecký výkon v hlavní roli         | Forest Whitaker                                     | vítězství |
| Iowa Film Critics Awards                             | nejlepší mužský herecký výkon v hlavní roli         | Forest Whitaker                                     | vítězství |
| Kansas City Film Critics Circle Awards               | nejlepší mužský herecký výkon v hlavní roli         | Forest Whitaker                                     | vítězství |
| Las Vegas Film Critics Society Awards                | nejlepší mužský herecký výkon v hlavní roli         | Forest Whitaker                                     | vítězství |
| London Critics Circle Film Awards                    | nejlepší britský film                               |                                                     | nominace  |
| London Critics Circle Film Awards                    | nejlepší režie                                      | Kevin Macdonald                                     | nominace  |
| London Critics Circle Film Awards                    | nejlepší mužský herecký výkon v hlavní roli         | Forest Whitaker                                     | vítězství |
| London Critics Circle Film Awards                    | nejlepší mužský herecký výkon v hlavní roli         | James McAvoy                                        | nominace  |
| London Critics Circle Film Awards                    | nejlepší producent                                  | Lisa Bryer, Andrea Calderwood a Charles Steel       | nominace  |
| Los Angeles Film Critics Association Awards          | nejlepší mužský herecký výkon v hlavní roli         | Forest Whitaker                                     | vítězství |
| Motion Picture Sound Editors Awards                  | nejlepší střih zvuku: film (dialog)                 | Christian Conrad, Dominik Schleier a Fabian Schmidt | nominace  |
| National Board of Review                             | nejlepší mužský herecký výkon v hlavní roli         | Forest Whitaker                                     | vítězství |
| National Society of Film Critics Awards              | nejlepší mužský herecký výkon v hlavní roli         | Forest Whitaker                                     | vítězství |
| NAACP Image Awards                                   | nejlepší mužský herecký výkon v hlavní roli         | Forest Whitaker                                     | vítězství |
| NAACP Image Awards                                   | nejlepší ženský herecký výkon ve vedlejší roli      | Kerry Washington                                    | nominace  |
| New York Film Critics Circle Awards                  | nejlepší mužský herecký výkon v hlavní roli         | Forest Whitaker                                     | vítězství |
| New York Film Critics Online Awards                  | nejlepší mužský herecký výkon v hlavní roli         | Forest Whitaker                                     | vítězství |
| North Texas Film Critics Association Awards          | nejlepší mužský herecký výkon v hlavní roli         | Forest Whitaker                                     | vítězství |
| Oklahoma Film Critics Circle Awards                  | nejlepší mužský herecký výkon v hlavní roli         | Forest Whitaker                                     | vítězství |
| Online Film & Television Association Awards          | nejlepší mužský herecký výkon v hlavní roli         | Forest Whitaker                                     | vítězství |
| Online Film Critics Society Awards                   | nejlepší mužský herecký výkon v hlavní roli         | Forest Whitaker                                     | vítězství |
| Oscar                                                | nejlepší mužský herecký výkon v hlavní roli         | Forest Whitaker                                     | vítězství |
| Phoenix Film Critics Society Awards                  | nejlepší mužský herecký výkon v hlavní roli         | Forest Whitaker                                     | vítězství |
| Satellite Awards                                     | nejlepší film (drama)                               |                                                     | nominace  |
| Satellite Awards                                     | nejlepší mužský herecký výkon v hlavní roli         | Forest Whitaker                                     | vítězství |
| Screen Actors Guild Awards                           | nejlepší mužský herecký výkon v hlavní roli         | Forest Whitaker                                     | vítězství |
| Southeastern Film Critics Association Awards         | nejlepší mužský herecký výkon v hlavní roli         | Forest Whitaker                                     | vítězství |
| St. Louis Film Critics Association Awards            | nejlepší film                                       |                                                     | nominace  |
| St. Louis Film Critics Association Awards            | nejlepší mužský herecký výkon v hlavní roli         | Forest Whitaker                                     | vítězství |
| Toronto Film Critics Association Awards              | nejlepší mužský herecký výkon v hlavní roli         | Forest Whitaker                                     | vítězství |
| Vancouver Film Critics Circle Awards                 | nejlepší mužský herecký výkon v hlavní roli         | Forest Whitaker                                     | vítězství |
| Washington D.C. Area Film Critics Association Awards | nejlepší mužský herecký výkon v hlavní roli         | Forest Whitaker                                     | vítězství |
| Zlatý glóbus                                         | nejlepší mužský herecký výkon v hlavní roli (drama) | Forest Whitaker                                     | vítězství |